# Gekijōban Naruto: Daikōfun! Mikazukijima no animaru panikku dattebayo
Gekijōban Naruto: Daikōfun! Mikazukijima no animaru panikku dattebayo (jap. 劇場版 NARUTO -ナルト- 大興奮!みかづき島のアニマル騒動だってばよ) – trzeci film pełnometrażowy, który powstał na podstawie mangi Naruto autorstwa Masashiego Kishimoto. Jego premiera w Japonii odbyła się 5 sierpnia 2006 r. Film został wydany na DVD 25 kwietnia 2007 r.

## Obsada
| Postać           | Dubbing japoński    | Dubbing angielski       |
| ---------------- | ------------------- | ----------------------- |
| Naruto Uzumaki   | Junko Takeuchi      | Maile Flanagan          |
| Sakura Haruno    | Chie Nakamura       | Kate Higgins            |
| Rock Lee         | Yōichi Masukawa     | Brian Donovan           |
| Kakashi Hatake   | Kazuhiko Inoue      | Dave Wittenberg         |
| Tsunade          | Masako Katsuki      | Debi Mae West           |
| Hikaru Tsuki     | Kyōsuke Ikeda       | Kari Wahlgren           |
| Michiru Tsuki    | Akio Ohtsuka        | Michael Sorich          |
| Korega           | Kenji Hamada        | Kirk Thornton           |
| Amayo            | Marika Hayashi      | Bridget Hoffman         |
| Shabadaba        | Umeji Sasaki        | Terrence Stone          |
| Ishidate         | Masashi Sugawara    | Christopher Corey Smith |
| Kongo            | Hisao Egawa         | Keith Silverstein       |
| Karenbana        | Haruhi Terada       | Cindy Robinson          |
| Kakeru Tsuki     | Rokuro Naya         | Michael Forest          |
| Ringleader       | Tomomichi Nishimura | Wally Wingert           |
| King's Guardsman |                     | Jamieson Price          |